# Tuna (Uppsala)
Tuna (ook wel: Upplands-Tuna) is een plaats in de gemeente Uppsala in het landschap Uppland en de provincie Uppsala län in Zweden. De plaats heeft 123 inwoners (2005) en een oppervlakte van 55 hectare.